# Катекс (Арјеж)
Катекс (фр. Castex) насеље је и општина у јужној Француској у региону Миди Пирене, у департману Арјеж која припада префектури Памје.
По подацима из 2011. године у општини је живело 99 становника, а густина насељености је износила 14,08 становника/km². Општина се простире на површини од 7,03 km². Налази се на средњој надморској висини од 375 метара (максималној 394 m, а минималној 248 m).

## Демографија
| 1962. | 1968. | 1975. | 1982. | 1990. | 1999. | 2011. |
| ----- | ----- | ----- | ----- | ----- | ----- | ----- |
| 145   | 108   | 98    | 97    | 76    | 73    | 99    |

График промене броја становника у току последњих година